# Steropes
Steropes ("Flitser") is een cycloop uit de Griekse mythologie, de zoon van Gaia en Ouranos. Zijn broers waren Brontes en Arges. Samen met hen en hun halfbroers, de Titanen en de Hecatonchiren, werd hij door zijn vader opgesloten in Tartarus, de onderwereld, totdat Zeus hen bevrijdde. Na zijn vrijlating smeedde Steropes bliksemschichten voor Zeus, en hielp hij met het bouwen van de Olympus.
Brontes · Steropes · Arges · Euryalos · Elatreus · Trakhios · Halimedes · Polyphemos